# Ischnurges
Ischnurges és un gènere d'arnes de la família Crambidae.

## Taxonomia
- Ischnurges bagoasalis Druce, 1899
- Ischnurges gratiosalis (Walker, 1859)
- Ischnurges illustralis Lederer, 1863
- Ischnurges inusitata Gaede, 1916
- Ischnurges luteomarginalis (Hampson, 1891)
- Ischnurges rhodographalis Hampson, 1913

## Espècies antigues
- Ischnurges lancinalis (Guenée, 1854)